# Glenwood City
Glenwood City è una città degli Stati Uniti d'America, situata in Wisconsin, nella Contea di St. Croix.